# 弗里德里希·爱德华·舒尔茨

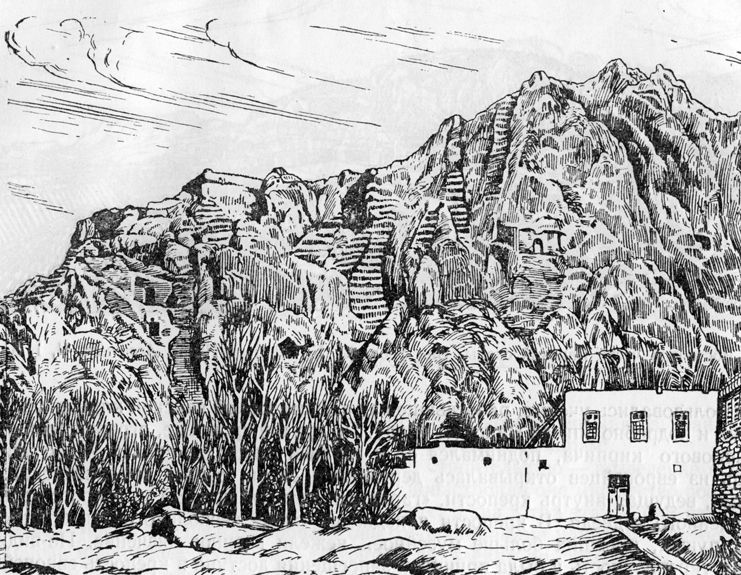
弗里德里希·舒尔茨绘制的凡城堡。

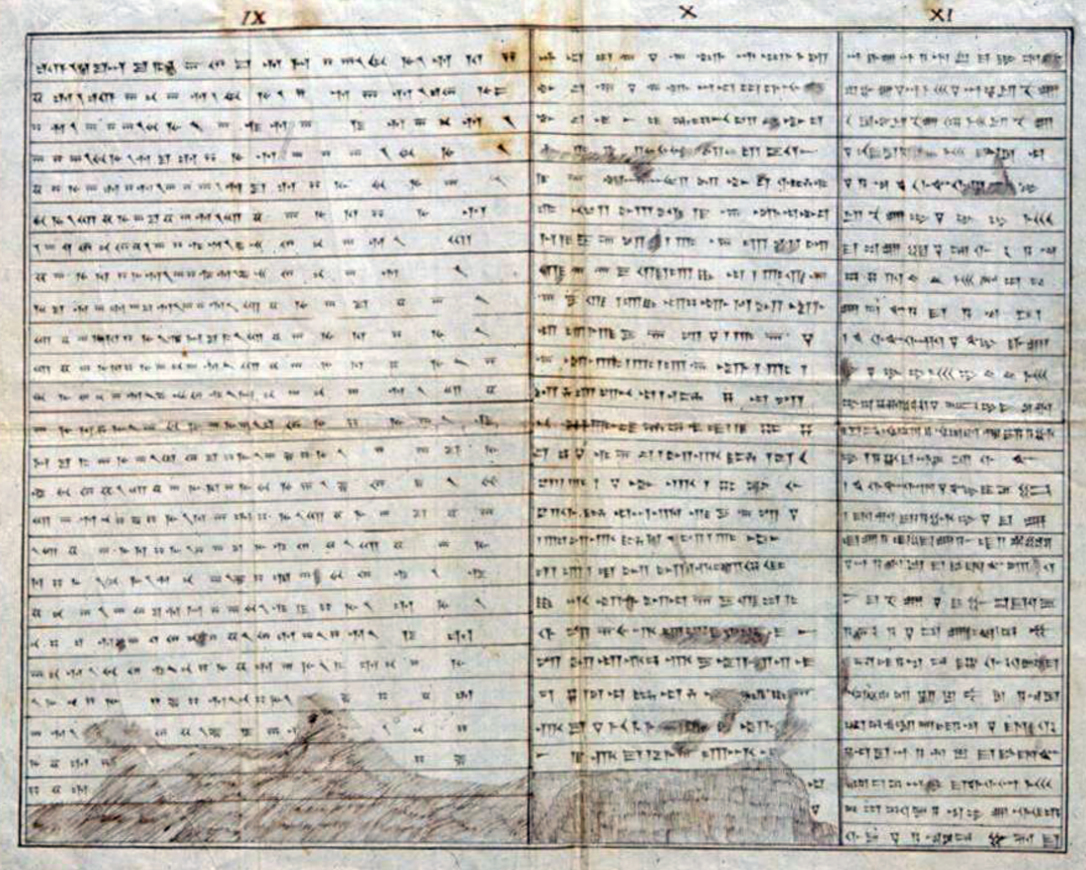
凡的薛西斯一世铭文，由弗里德里希·舒尔茨于1827年复制

弗里德里希·爱德华·舒尔茨（德語：Friedrich Eduard Schulz；1799年7月12日—1829年）是一位德国哲学家和东方学家，是最早发现乌拉尔图王国证据的人之一。

## 对乌拉尔图的研究
1827年，法国学者安托万-让·圣马丁建议法国政府派遣时任吉森大学的年轻教授舒尔茨代表法国东方学会前往如今土耳其东部凡湖地区。舒尔茨发现并复制了许多楔形文字铭文，其中部分是用亚述语书写的，部分是迄今为止未知的语言。舒尔茨还重新发现了刻有亚述和乌拉尔图双语铭文的克拉欣石碑，位于目前伊拉克和伊朗边境的克拉欣山口。一份关于他的最初发现的摘要报告于1828年发表。舒尔茨留在了该地区，并于1829年在巴什卡莱附近与两名波斯军官和他的四名仆人一起被库尔德人杀害。
舒尔茨去世后，他的论文（包含在凡城堡及其附近发现的42块铭文）于1840年在巴黎被找到并出版。这是欧洲出现的关于乌拉尔图的第一批原始信息。

## 延伸阅读
Biography of F.E. Schulz （页面存档备份，存于）